# Сеймик Варминьско-Мазурского воеводства
Сеймик Варминьско-Мазурского воеводства (пол. Sejmik Województwa Warmińsko-Mazurskiego) — представительный орган местного самоуправления Варминьско-Мазурского воеводства. Состоит из 30 членов, избираемых на прямых выборах на пятилетний срок.
Депутаты Сеймика избирают из своего состава Председателя и его заместителей, а также Исполнительный совет воеводства во главе с Маршалом.

## Комиссии и комитеты
Список постоянных комиссий и комитетой Сеймика Варминьско-Мазурского воеводства:
- Бюджетно-финансовый комитет
- Комиссия по делам национальных и этнических меньшинств
- Комитет по культуре и образованию
- Комиссия по здравоохранению, социальной политике, семье и спорту
- Ревизионная комиссия
- Комитет по развитию сельских районов, сельского хозяйства, охраны окружающей среды и водного хозяйства
- Комиссия по местному самоуправлению и общественной безопасности
- Комитет по стратегии развития
- Комиссия по международному сотрудничеству

## Избирательные округа
Депутаты Сеймика избираются от 5 избирательных округов на 5-летний срок (до 2018 года — на 4-летний). Округа не имеют официального наименования, вместо этого у каждого есть свой номер и территориальное описание.
| Номер округа | Кол-во мандатов | Города на правах повята, входящие в округ | Повяты, входящие в округ                                |
| ------------ | --------------- | ----------------------------------------- | ------------------------------------------------------- |
| 1            | 6               | Ольштын                                   | Ольштынский                                             |
| 2            | 6               |                                           | Дзялдовский, Илавский, Новомястский, Острудский         |
| 3            | 7               | Эльблонг                                  | Эльблонгский, Браневский, Бартошицкий, Лидзбаркский     |
| 4            | 5               |                                           | Элкский, Голдапский, Кентшинский, Олецкий, Венгожевский |
| 5            | 6               |                                           | Гижицкий, Мронговский, Нидзицкий, Пишский, Щитненский   |